# 負ヲ讃エル謳
「負ヲ讃エル謳」（ふをたたえるうた）は、ムックの4枚目のシングル。

## 概要
- 2002年1月21日に初回盤発売。初回盤には「オルゴォル」のライブバージョンが収録されている。2002年6月10日に再発売される2ndプレスでは全曲リマスタリングされ、収録曲順が変わっている。

## 収録曲

### 初回盤
1. 君に幸あれ
（作詞：逹瑯、作曲：ミヤ）
  - 後に再録されて『葬ラ謳』に収録される。こちらのオリジナルバージョンは後に「カップリング・ワースト」に収録される。
2. 友達(カレ)が死んだ日
（作詞：ミヤ、作曲：石岡の金角・銀角）
  - 虐待について歌った曲。アルバム未収録。作曲はYUKKEとミヤの共作である。後に再録されて『新痛絶』に収録された。
3. 大嫌い
（作詞・作曲：ミヤ）
  - 歌詞カードはほぼ全て「キライ」で埋め尽くされている。アルバム未収録。後に「流星」通常盤で「大嫌い2006」として再録されるが、そちらのバージョンの歌詞は簡潔になっている。
4. オルゴォル
（作詞・作曲：ミヤ）
  - 上記の通りライブ音源であり、原曲はミニアルバム「アンティーク」に収録されている。

### 2nd Press
1. 大嫌い
2. 友達(カレ)が死んだ日
3. 君に幸あれ

## カバー
大嫌い
- THE ORAL CIGARETTES - 2017年11月22日発売の『TRIBUTE OF MUCC -縁[en]-』に収録。

## 収録アルバム
君に幸あれ
- 葬ラ謳 (再録バージョン)
- カップリング・ワースト